# Abban z Magheranoidhe
Abban z Magheranoidhe, również Abban z Murneave/Murnevin lub Abban z Kill-Abban – żyjący w V wieku irlandzki zakonnik, siostrzeniec św. Ibara (zm. ok. 500), apostoła Wexfordu, opat i święty Kościoła katolickiego.
Nieznana jest dokładna data urodzenia ani śmierci. Wiadomo, że żył w czasach św. Patryka (ok. 385–461).
Jego ojciec, Cormac, był królem Lainsteru.
Abban założył liczne kościoły w dystrykcie Ui Cennselaigh (dzisiejsze Ferns w Hrabstwie Wexford). Jego główny klasztor znajdował się w Magheranoidhe (późniejsze Abbanstown, obecnie Adamstown koło New Ross). Założył również opactwo i szkołę w Rosmic-treoin lub New Ross oraz opactwo w Kill-Abban (Cell Abbáin) w Leinsterze, którego został pierwszym opatem. Pomógł świętej Gobnait założyć jej klasztor w Ballyvourney (ir. Baile Bhuirne) w hrabstwie Cork.
Czczony jest szczególnie w Adamstown.
Jego wspomnienie liturgiczne obchodzone jest 16 marca.
Nie należy go mylić z innym irlandzkim świętym, Abbanem z New Ross zmarłym w VI wieku w Hrabstwie Kildare, wspominanym 27 października.